# Колібрі-інка
Колі́брі-і́нка (Coeligena) — рід серпокрильцеподібних птахів родини колібрієвих (Trochilidae). Представники цього роду мешкають в Андах.

## Види
Виділяють одинадцять видів:
- Колібрі-інка бронзовий (Coeligena coeligena)
- Колібрі-інка аметистовогорлий (Coeligena wilsoni)
- Колібрі-інка чорний (Coeligena prunellei)
- Колібрі-інка біловолий (Coeligena torquata)
- Колібрі-інка фіолетовий (Coeligena violifer)
- Колібрі-інка райдужний (Coeligena iris)
- Колібрі-інка білохвостий (Coeligena phalerata)
- Колібрі-інка колумбійський (Coeligena orina)[14][15]
- Колібрі-інка строкатокрилий (Coeligena lutetiae)
- Колібрі-інка золоточеревий (Coeligena bonapartei)
- Колібрі-інка рожевочеревий (Coeligena helianthea)

## Етимологія
Наукова назва роду Coeligena походить від слова лат. coeligenus — народжений у небі, небесний (від сполучення слів лат. coelum — небо і genus — потомство).